# Districte de Quelimane
Quelimane fou un antic districte de Moçambic.
El 1817 fou capital d'una capitania de Moçambic fins al 1829 (en què fou unida a Rios de Sena) i altre cop del 1853 al 1858. En aquest any fou capital del districte de Zambèzia. El 1913 Zambèzia es va dividir en els districtes de Quelimane i Tete. Sota el nom de Quelimane, va emetre segells de correus propis el 1913 que van estar en ús almenys fins al 1915. Després el districte es va dir Zambézia, altre cop Quelimane, i altre cop Zambèzia, sempre amb Quelimane com a capital. El 1975 el districte de Zambézia fou elevat a província i Quelimane va continuar com a capital.